# 法莱
法莱（德語：Valley，發音：[faˈlaɪ] ⓘ）是德国巴伐利亚州上巴伐利亚行政区米斯巴赫县的市镇，面积122.26平方千米，人口为人。